# Eunice sonorae
Eunice sonorae är en ringmaskart som beskrevs av Fauchald 1970. Eunice sonorae ingår i släktet Eunice och familjen Eunicidae. Inga underarter finns listade i Catalogue of Life.